# Přírodní památky v Česku
Přírodní památka (zkratka PP) je území obvykle menší rozlohy zřízené k ochraně určitých přírodních objektů místní až státní hodnoty. Je obdobou národní přírodní památky.
Status přírodní památky mělo k červnu 2012 v České republice 1 271 území a objektů, k prosinci 2013 to pak bylo již 1 357 území. Na počátku ledna 2018 se v ČR nacházelo 1 556 přírodních památek.

## Chráněné území
Původně byla tato kategorie zamýšlena pro ochranu menších území, v nichž je účelem ochrany významný přírodní fenomén neživé přírody (např. geologický či hydrologický), nebo významná lokalita ohroženého druhu. V současné době do této kategorie jsou obecně řazena i malá území jiných účelů ochrany (např. taková, která by z hlediska ochranných podmínek spadala spíše pod kategorii přírodní rezervace, neboť v nich jde primárně o ochranu určitého biotopu).
Příčinou tohoto nejasného pojetí kategorie přírodní památka je fakt, že přírodní památka je sice definována zákonem č. 114/1992 Sb. o ochraně přírody a krajiny, ovšem tento zákon věnuje problematice ochranných podmínek v přírodní památce jen 1 krátký paragraf s tím, že konkrétní ochranné podmínky určí orgán ochrany přírody při jejím vyhlášení. Při novelizaci zákona v roce 2004 navíc bylo toto nejasné pojetí kategorie posíleno tím, že většina lokalit soustavy Natura 2000 (tzv. Special Area of Conservation, území zvláštní ochrany) by měla být rovněž vyhlášena v kategorii přírodní památka (ač jde často o poměrně velká území, jejichž účelem má být někdy druhová a někdy naopak biotopová ochrana). Rozdíl mezi přírodní památkou a přírodní rezervací se tak v praxi často zcela stírá.
Specificky na území Národního parku Šumava došlo k tomu, že některé plochy s 1. zónami, vyhlášené již před vznikem národního parku jako maloplošná chráněná území, jsou nadále v seznamech ochrany přírody (např. seznam chráněných území v okresu Prachatice) evidována jako přírodní památky (např. Modravské slatě nebo Stožec). To je značně matoucí, neboť stupeň faktické ochrany přírody je v 1. zóně národního parku výrazně přísnější než v „běžné“ přírodní památce.

## Vyhlašování
Přírodní památku vyhlašuje vyhláškou krajský úřad, správa chráněné krajinné oblasti, správa národního parku a statutární město.

## Značení přírodních památek
Přírodní památka je po obvodu značena malým státním znakem České republiky a dvěma červenými pruhy na sloupech a kmenech stromů. Spodní pruh je zakreslen pouze na straně směrem k nechráněnému území, zatímco horní pruh obíhá celý obvod kmene. Při vstupu na území přírodní památky jsou tedy viditelné dva červené pruhy, při jeho opuštění pak návštěvník vidí pouze jeden pruh.

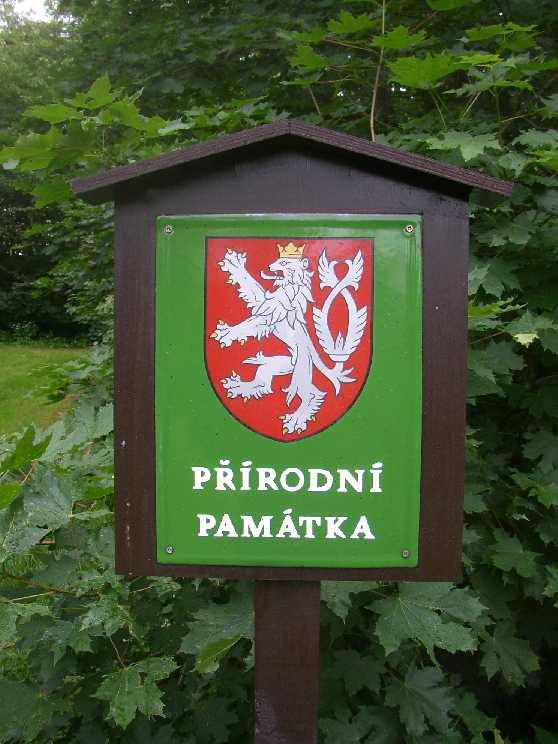
Tabule označující území přírodní památky
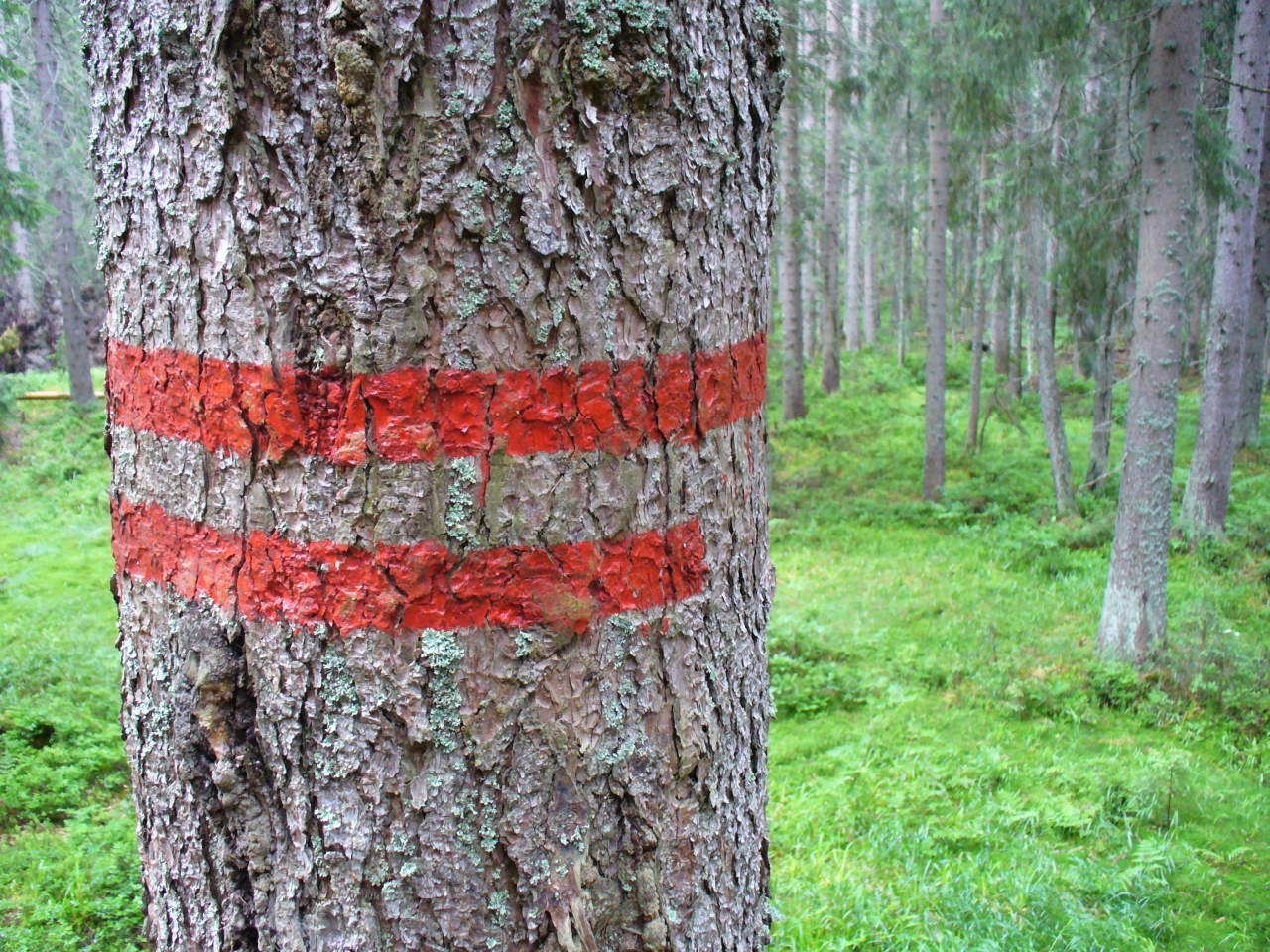
Pruhové označení hranic